# Parasqualidus
Parasqualidus is een geslacht van straalvinnige vissen uit de familie van eigenlijke karpers (Cyprinidae).

## Soort
- Parasqualidus maii Doi, 2000